# Omecamtiv mecarbil

L'Omecamtiv mecarbil è un farmaco non digitalico per il controllo della forza di contrazione cardiaca, potenzialmente adoperabile nel trattamento di scompenso cardiaco.

## Meccanismo
Nel ciclo di contrazione muscolare l'ATP si lega alla miosina. Con l'idrolisi dell'ATP si stimola il legame di questa all'actina, mediante un legame debole. Il rilascio del fosfato, derivato dall'idrolisi, rende il legame più forte, permettendo l'avvenimento del powerstroke, dove la testa della miosina ruota, trascinandosi dietro il filamento, in modo da far avvenire la contrazione muscolare. L'Omecamtiv mecarbil accelera il rilascio del fosfato, quindi il passaggio da legame debole a legame forte. Di conseguenza il numero di teste di miosina impegnate nel powerstroke diventa maggiore. Si ottiene un aumento della forza e della durata della contrazione in ogni ciclo. Tutto ciò ha significato inotropo positivo.

## Uso
L'omecamtiv mecarbil potrebbe avere effetto in caso di scompenso cardiaco, perché porta ad un aumento della forza e della durata della contrazione, con un aumento della durata del tempo di eiezione, senza cambiare la velocità di aumento della pressione ventricolare sinistra.
L'effetto del farmaco avviene in modo non direttamente dipendente dal calcio e non interferisce con i livelli di consumo dell'ossigeno: pertanto aumenta l'efficienza cardiaca del cuore scompensato ma non attraverso l'aumento del consumo d'ossigeno.

## Storia
La Food and Drug Administration (FDA) degli Stati Uniti ha concesso la Fast track designation nel maggio 2020 per omecamtiv mecarbil. La designazione "rappresenta un'importante pietra miliare nello sviluppo di omecamtiv mecarbil", ha commentato David Reese, capo della ricerca e sviluppo di Amgen, osservando che "la metà dei pazienti con insufficienza cardiaca muore entro cinque anni dalla diagnosi, sottolineando l'urgente necessità di nuove terapie per questa grave condizione ".